# Enzo (Film)
Enzo ist ein Spielfilm von Robin Campillo aus dem Jahr 2025. Im Mittelpunkt des Dramas steht die 16-jährige Titelfigur, die entgegen den familiären Erwartungen eine Maurerlehre beginnt und dabei einem charismatischen ukrainischen Kollegen begegnet. Die Hauptrollen übernahmen die jungen Nachwuchsschauspieler Eloy Pohu und Maksym Slivinskyi. Die europäische Koproduktion zwischen Frankreich, Belgien und Italien wurde Mitte Mai 2025 im Rahmen der Internationalen Filmfestspielen in Cannes uraufgeführt.

## Handlung
Enzo wächst bei seiner Familie in einer eleganten Villa in Südfrankreich auf. Entgegen aller Erwartungen beschließt der 16-Jährige eines Tages eine Ausbildung als Maurer zu beginnen. Diese Entscheidung schockiert seine Familie, die sich ein prestigeträchtigeres Leben für ihren Sohn vorgestellt hatte. Daraufhin nehmen im Elternhaus die Spannungen zu, was Enzo belastet. Dagegen macht er auf der Baustelle die Bekanntschaft mit dem charismatischen Ukrainer Vlad. Sein Arbeitskollege holt Enzo aus der Komfortzone und stellt seine Welt auf den Kopf. Schon bald muss Enzo erkennen, dass ihm das Leben unerwartete Möglichkeiten bietet.

## Hintergrund

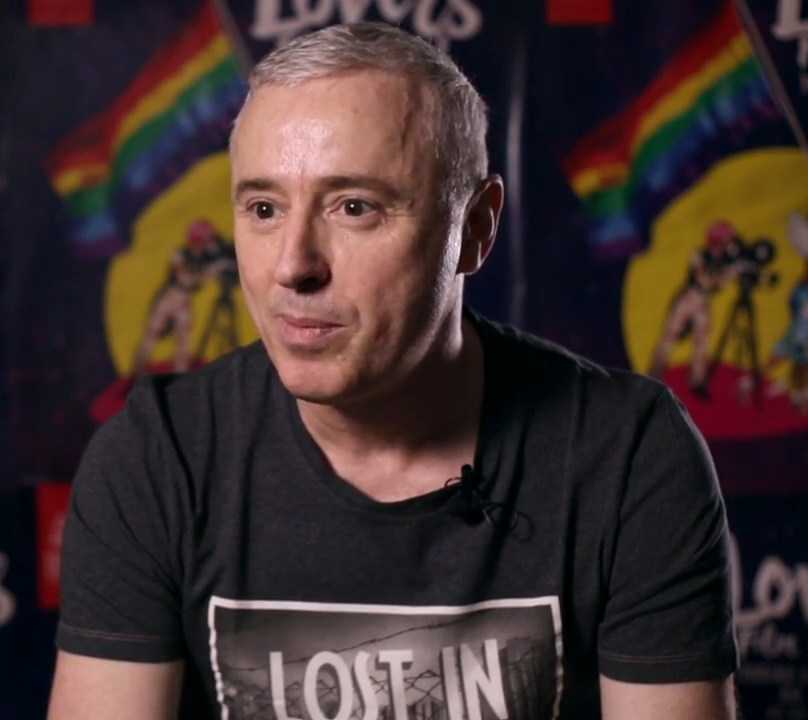
Robin Campillo (2018)

Enzo ist der fünfte Spielfilm des französischen Filmemachers Robin Campillo. Das Drehbuch verfasste er gemeinsam  mit dem im April 2024 verstorbenen Filmemacher Laurent Cantet. Ursprünglich hatte Cantet geplant die Regie an dem Projekt selbst zu übernehmen. Im Jahr 1983 hatten Campillo und er gemeinsam ihre Ausbildung an der Pariser Filmhochschule Institut des hautes études cinématographiques (IDHEC) begonnen und waren seitdem freundschaftlich und beruflich miteinander verbunden gewesen. So war Campillo fünfmal als Co-Autor und sechsmal als Editor an den Filmen Cantets beteiligt gewesen, darunter an dessen preisgekröntem Werk Die Klasse (2008). Am Drehbuch arbeitete auch Gilles Marchand mit, der am Skript von Campillos vorangegangenen Spielfilm  L’île rouge (2023) beteiligt war.
Für das Projekt tat sich Campillo mit seinen langjährigen Weggefährtinnen Marie-Ange Luciani (Produktion) und Jeanne Lapoirie (Kamera) zusammen. Für die Hauptrollen von Enzo und Vlad wurden die im Kino noch unerprobten jungen Nachwuchsdarsteller Eloy Pohu und Maksym Slivinskyi verpflichtet. In weiteren Rollen sind die bekannten Kinoschauspieler Pierfrancesco Favino und Élodie Bouchez zu sehen. Die Dreharbeiten fanden in einem Zeitraum von sechs Wochen zwischen Mitte Juni und Ende Juli 2024 in Südfrankreich, in Toulon und La Ciotat, statt.
Der Film ist eine belgisch-französisch-italienische Koproduktion, produziert von Marie-Ange Luciani für Les Films de Pierre. Es ist für sie die vierte gemeinsame Zusammenarbeit mit Campillo. Als Koproduzenten traten France 3 Cinéma, Page 114 und Ami Paris aus Frankreich, BeTV und RTBF aus Belgien sowie das italienische Unternehmen Lucky Red in Erscheinung. Die Vorverkaufsrechte sicherten sich Canal+ und Ciné+. Darüber hinaus wurde das Filmprojekt durch die Région Sud, die Stadt Toulon sowie von den SOFICA-Unternehmen Cinécap, La Banque Postale Image, Cofinova und Cinéaxe unterstützt.

## Veröffentlichung
Die Premiere des Films ist am 14. Mai 2025 bei den Internationalen Filmfestspielen in Cannes geplant, wo er als Eröffnungsfilm der unabhängigen Nebensektion Quinzaine des cinéastes ausgewählt wurde.
In Frankreich soll Enzo im Verlauf des Jahres 2025 im Verleih von Ad Vitam in den Kinos veröffentlicht werden. In Italien ist eine Kinoauswertung durch Lucky Red geplant. Die weltweiten Verwertungsrechte sicherte sich mk2 Films.